# الشع (حارة)

تعديل مصدري - تعديل

الشعإب هي إحدى حارات حي المشنة بمدينة إب اليمنية، بلغ تعداد سكانها 6085 نسمة حسب تعداد اليمن لعام 2004.